# Land der Gewohnheit
Land der Gewohnheit (Originaltitel The Land of Steady Habits) ist eine Tragikomödie von Nicole Holofcener, die am 12. September 2018 beim Toronto International Film Festival ihre Premiere feierte und kurz darauf auf Netflix veröffentlicht wurde.

## Handlung
Anders Harris, der schon lange in einem der wohlhabenden Dörfer von Connecticut an der Pendlerbahnlinie lebt – das Land der festen Gewohnheiten – ist endlich bereit, die Früchte seines Lebens zu ernten. Er ist Mitte fünfzig, gerade in Rente, und die Studienabschlüsse, die er seinem mittlerweile erwachsenen Sohn Preston ermöglicht hat, haben sich in vollem Umfang ausgezahlt. Anders beschließt, dass er genug von den festen Gewohnheiten hat, verlässt seine Frau Helene und kauft eine Eigentumswohnung. Der Bequemlichkeiten seines bisherigen Lebens entledigt, begibt sich Anders auf eine Reise, um seine Vergangenheit mit seiner Gegenwart zu versöhnen und die Leichtigkeit wiederzufinden, mit der er einst sein Leben lebte. Allerdings gestalten sich Dates mit Frauen nicht so befriedigend, wie von ihm erwartet. Anders will seine Jugend wiederaufleben lassen, indem er sich mit Charlie, dem Sohn seines Nachbarn, anzufreunden versucht.

## Produktion
Regie führte Nicole Holofcener, die auch das Drehbuch schrieb. Die Filmmusik komponierte Marcelo Zarvos.
Ben Mendelsohn übernahm die Rolle von Anders Hill. Edie Falco spielt seine Ehefrau Helene, Thomas Mann seinen Sohn Preston. Charlie Tahan übernahm die Rolle des neuen Nachbarsohns Charlie.
Seine Weltpremiere feierte der Film am 12. September 2018 beim Toronto International Film Festival. Kurz nach seiner Premiere wurde der Film in das Programm des Streaming-Anbieters Netflix aufgenommen.

## Rezeption

### Kritiken
Der Film stieß bislang auf die Zustimmung von 83 Prozent der Kritiker bei Rotten Tomatoes. Sie gaben eine Bewertung von 6,8/10.
Sheri Linden von The Hollywood Reporter meint in ihrer Kritik zum Film, die Geschichte passe gut zu der Drehbuchautorin und Regisseurin Nicole Holofcener, die sich in ihrer kurzen Filmografie mit Intelligenz und Witz mit den Schmerzen, Wutausbrüchen und auch einer häufigen Lächerlichkeit beschäftigte, die an erwachsenen Menschen zu beobachten sind. Hierfür habe Holofcener in ihrem Drehbuch die Zahl der Erzählstränge und Point of Views, die in der Romanvorlage existieren, reduziert. Im Zentrum des Films stehe Ben Mendelsohn in der Rolle von Anders Hill mit einer packenden schauspielerischen Leistung, den Linden zu einem der fesselndsten Charakterdarsteller aller Zeiten zählt. Auch die geradlinige, funktionale Bildsprache in Alar Kivilos Kameraarbeit hebt die Filmkritikerin hervor.

### Auszeichnungen
Toronto International Film Festival 2018
- Nominierung für den People’s Choice Award (Nicole Holofcener)